# Израилев, Аристарх Александрович
Аристарх Александрович Израилев (Налетов) (1817—1901 гг.) — протоиерей русской православной церкви, известный знаток колокольного дела.

## Биография
Родился 10 (22) апреля 1817 года.
Был с 1842 года священником в Ростове, где долгое время состоял также учителем пения. 
Самоучкой изучил музыкальную акустику с целью настройки церковных колоколов и выверки камертонов. Собственноручно изготовил несколько коллекций тщательно выверенных стальных камертонов, получивших награду на многих русских и заграничных выставках; изобрёл акустический прибор для точного определения числа колебаний звучащего тела, благодаря которому явилась возможность настраивать колокола в любой тон; выработал метод подбора тонов, которые должны давать колокола, чтобы их звон всегда оставался гармоничным — для повышения звука колокола подтачивался его край, а для понижения утончались его стенки у их основания.
Гармонически настроил массу колоколов в разных городах России. Настраивал колокола Большой церкви Зимнего дворца.
В 1882 году был избран действительным членом Общества любителей естествознания, антропологии и этнографии в Москве.
Сделал подробные описания 13 колоколов знаменитой ростовской соборной колокольни. Благодаря Аристарху Израилеву, который перевёл в нотную запись ростовские звоны, в 1961 году смогли «восстановить и оживить замолчавшие колокола древнего Ростова».
Умер 9 (22) июля 1901 года. Похоронен в Богоявленском Авраамиевом монастыре.